# Thrasymedes (Mythologie)
Thrasymedes (altgriechisch Θρασυμήδης Thrasymḗdēs) ist ein Heros der griechischen Mythologie.
Thrasymedes ist ein Sohn des Nestor, bei Homer wird als seine Mutter Eurydike angegeben, in der Bibliotheke des Apollodor hingegen Anaxibia. Seine Geschwister sind Peisidike, Polykaste, Aretos, Stratichos, Peisistratos, Echephron, Antilochos und Perseus.
In der Ilias ist er gemeinsam mit seinem Vater und seinem Bruder Antilochos ein Teilnehmer am Trojanischen Krieg. Als einer von acht Anführern zieht er mit hundert Mann unter sich vor Troja, um durch die Errichtung von Wachlagern die drohende Niederlage der Achaier abzuwenden. Seinen Schild und sein Schwert gibt er Diomedes, als dieser mit Odysseus und einem Spähtrupp ins Lager der Trojaner aufbricht, in der Schlacht kämpft er an der Seite von Antilochos und tötet den Lykier Maris, als dieser seinen Bruder bedroht. Später wird er den Pyliern zur Hilfe geschickt. Im Gegensatz zu seinem Bruder überlebt er den Krieg und kehrt in seine Heimat zurück: In der Odyssee erscheint er bei einem Kuhopfer zu Ehren des Gottes Poseidon als derjenige, der das Opfertier mit der Axt erschlägt.
Hyginus Mythographus berichtet, dass Thrasymedes mit fünfzehn Schiffen nach Troja aufgebrochen ist, während des Krieges hat er auch nicht einen, sondern zwei Feinde getötet. Diese Variante des Mythos wird von einem Fragment einer Tabula Iliaca gestützt, auf der sich ein Nikainetos als Gegner des Thrasymedes findet. In der Posthomerica des Quintus von Smyrna versucht er während des Kampfes vergeblich, Memnon von der Leiche seines gefallenen Bruders abzudrängen, auch ist er unter denen genannt, die im Trojanischen Pferd versteckt in die Stadt gebracht werden und in der Nacht die Tore Trojas öffnen.
Bei Pausanias wird seine Teilnahme am Trojanischen Krieg lediglich erwähnt, jedoch wird er hier als Vater des Sillos und Großvater des Alkmaion bezeichnet, von dem sich das athenische Adelsgeschlecht der Alkmaioniden herleitete. Seine Grabstätte soll sich in der Nähe von Pylos befunden haben, dargestellt wurde er gemeinsam mit seinem Bruder auf einem Bild des Malers Omphalion, das sich im Tempel der Messene befand.